# Raionul Șceastea, Luhansk
Șceastea (în ucraineană Щастинський район, transliterat: Șceastînskîi raion) este un raion în regiunea Luhansk, Ucraina. Are reședința la Șceastea.
Are o suprafață de 3.308,4 km². Populația este de 81.200 locuitori, determinată în 2020.